# Glaucidae
Glaucidae zijn een familie van de zeenaaktslakken.

## Geslacht
- Glaucus Forster, 1777